# Nicolae Juravschi
Nicolae Juravschi (* 8. August 1964 in Chircăiești, Rajon Căușeni, Moldauische SSR) ist ein ehemaliger sowjetischer Kanute, der 1992 für Rumänien und danach für  die Republik Moldau antrat. Er gewann zusammen mit Victor Reneischi zwei olympische Goldmedaillen und eine Silbermedaille im Zweier-Canadier.

## Karriere
Der für Dynamo Chișinău antretende Juravschi bildete ab 1987 mit dem Weißrussen Victor Reneischi einen Zweier-Kajak. Bei den Olympischen Spielen 1988 siegten Reneischi und Juravschi über 500 Meter mit fast zwei Sekunden Vorsprung auf die Polen Marek Dopierała und Marek Łbik, tags darauf siegten die beiden sowjetischen Kanuten über 1000 Meter mit über drei Sekunden vor Olaf Heukrodt und Ingo Spelly sowie den beiden Polen.
1989 war das Programm bei den Weltmeisterschaften in Plowdiw um den Vierer-Kanadier erweitert worden. Reneischi und Juravschi gewannen den Titel im Zweier-Kanadier über 500 Meter, während über 1000 Meter Juri Gurin und Waleri Weschko für die Sowjetunion antraten und die Bronzemedaille gewannen. Im Vierer-Canadier traten Juravschi, Reneischi, Gurin und Weschko gemeinsam an und gewannen den Titel sowohl über 500 Meter als auch über 1000 Meter. Im Jahr darauf siegten Juravschi und Reneischi über 500 Meter bei den Weltmeisterschaften in Posen, im Vierer-Kanadier über 1000 Meter siegten die beiden zusammen mit Gurin und Weschko. Über 500 Meter siegte der Vierer-Kajak in der Besetzung Juravschi, Michał Śliwiński, Gurin und Weschko. Bei den Weltmeisterschaften 1991 in Paris trat ein letztes Mal die sowjetische Mannschaft an. Juravschi und Reneischi erkämpften die Silbermedaille über 500 Meter und Bronze über 1000 Meter. Zusammen mit Gurin und Weschko siegten sie über beide Distanzen im Vierer.
Nach dem Auseinandergehen der Sowjetunion bekam Juravschi vom rumänischen Verband ein Angebot, sechs Wochen vor den Olympischen Spielen erhielt er die rumänische Staatsbürgerschaft. Bei den Olympischen Spielen 1992 belegte er zusammen mit Gheorghe Andriev sowohl über 500 Meter als auch über 1000 Meter den vierten Platz. 1994 wechselte Reneischi in die Republik Moldau und Juravschi kehrte aus Rumänien in sein Heimatland zurück. Bei den Weltmeisterschaften 1995 gewannen die beiden über 500 Meter Silber hinter den Ungarn György Kolonics und Csaba Horváth. Bei den Olympischen Spielen 1996 in Atlanta siegten über 500 Meter ebenfalls die beiden Ungarn vor den beiden Moldauern, die über 1000 Meter den fünften Platz belegten.
Juravschi beendete seine Leistungssport-Karriere nach den Olympischen Spielen 1996. Er war zeitweilig Präsident des Moldauischen Kanuverbandes und ist seit 2001 Präsident des Moldauischen Olympischen Komitees. Seit 2011 sitzt er im Parlament der Republik Moldau.